# Amperogodzina
Amperogodzina [Ah] – miara pojemności ogniw galwanicznych, w tym akumulatorów elektrycznych. Określa ona zdolność do zasilania przez ten akumulator obwodu elektrycznego prądem o danym natężeniu przez określony czas.
Amperogodzinę można zdefiniować, bazując na wzorze na ładunek, jaki wypływa z ogniwa w czasie {\displaystyle t,} gdy natężenie wypływającego prądu wynosi {\displaystyle I}
{\displaystyle Q=It,}
{\displaystyle \mathrm {Ah} =\mathrm {A} \cdot \mathrm {h} ,}
gdzie:
A – amper,
h – godzina.
Amperogodzina jest jednostką ładunku elektrycznego i odpowiada całkowitemu ładunkowi elektrycznemu, jaki może wytworzyć ogniwo.
{\displaystyle \mathrm {Ah={\frac {C}{s}}\cdot 3600\,s=3600\,C} ,}
gdzie:
s – sekunda,
C – kulomb.